# Staatliche Fachoberschule und Berufsoberschule Hof
Die Staatliche Fachoberschule und Berufsoberschule Hof (FOSBOS Hof) ist eine berufsbildende Schule in Hof. Sie ist eine Berufliche Oberschule Bayern und umfasst eine Fachoberschule und eine Berufsoberschule.

## Schulgebäude am Schloßplatz
Die Schulgebäude der Fachoberschule stehen im Bereich eines alten Schlosses aus dem 13. Jahrhundert (1276 erstmals urkundlich erwähnt). Die Anlage diente zur Verteidigung der Stadt. 1743 brannte das Schloss vollständig ab und die fürstliche Regierung verzichtete auf den Wiederaufbau. Die Anlage verkam, bis sie in den 1990er Jahren in ein städtisches Parkhaus umgewandelt wurde. Im Jahr 1856 erfolgte die Grundsteinlegung der Königlich Bayerischen Realschule durch Maximilian II. Dieser kümmerte sich persönlich um den Schulaufbau. Das Schulgeld betrug um 1900/1901 pro Jahr 20 Mark. 1907 erfolgten erste Schritte zum Umbau zur Oberrealschule. Dafür wurden von der Stadt Hof 840.000 Mark zur Verfügung gestellt. Als der Erste Weltkrieg ausbrach, wurde das zur Verfügung gestellte Geld für andere Zwecke verwendet. Erst am 17. März 1923 kam es zur Fertigstellung und somit zur Gründung der Oberrealschule. Zur Zeit des Nationalsozialismus war die Oberrealschule 1939 bis 1941 nur für Jungen der Stadt Hof zugänglich. In dieser Zeit gehörten sämtliche Schüler der Hitlerjugend an. Während des Zweiten Weltkrieges war die Oberrealschule als Schutzbunker umfunktioniert. Nach Ende des Krieges wurde der Unterrichtsbetrieb in der Oberrealschule wieder aufgenommen. 1965 zog die Oberrealschule – das heutige Schiller-Gymnasium – ins Schillerschulhaus um. Im Jahr 1980 zog die 1970 gegründete staatliche Fachoberschule Hof ein, die bis dahin in verschiedenen Räumlichkeiten  in der Stadt untergebracht war. Seit 2023 wird der zweite Abschnitt des Gebäudes am Schloßplatz generalsaniert, sodass sich im bereits sanierten Trakt des Schulhauses nur wenige Klassen und die Verwaltung befinden.

## Schulgebäude am Longoliusplatz

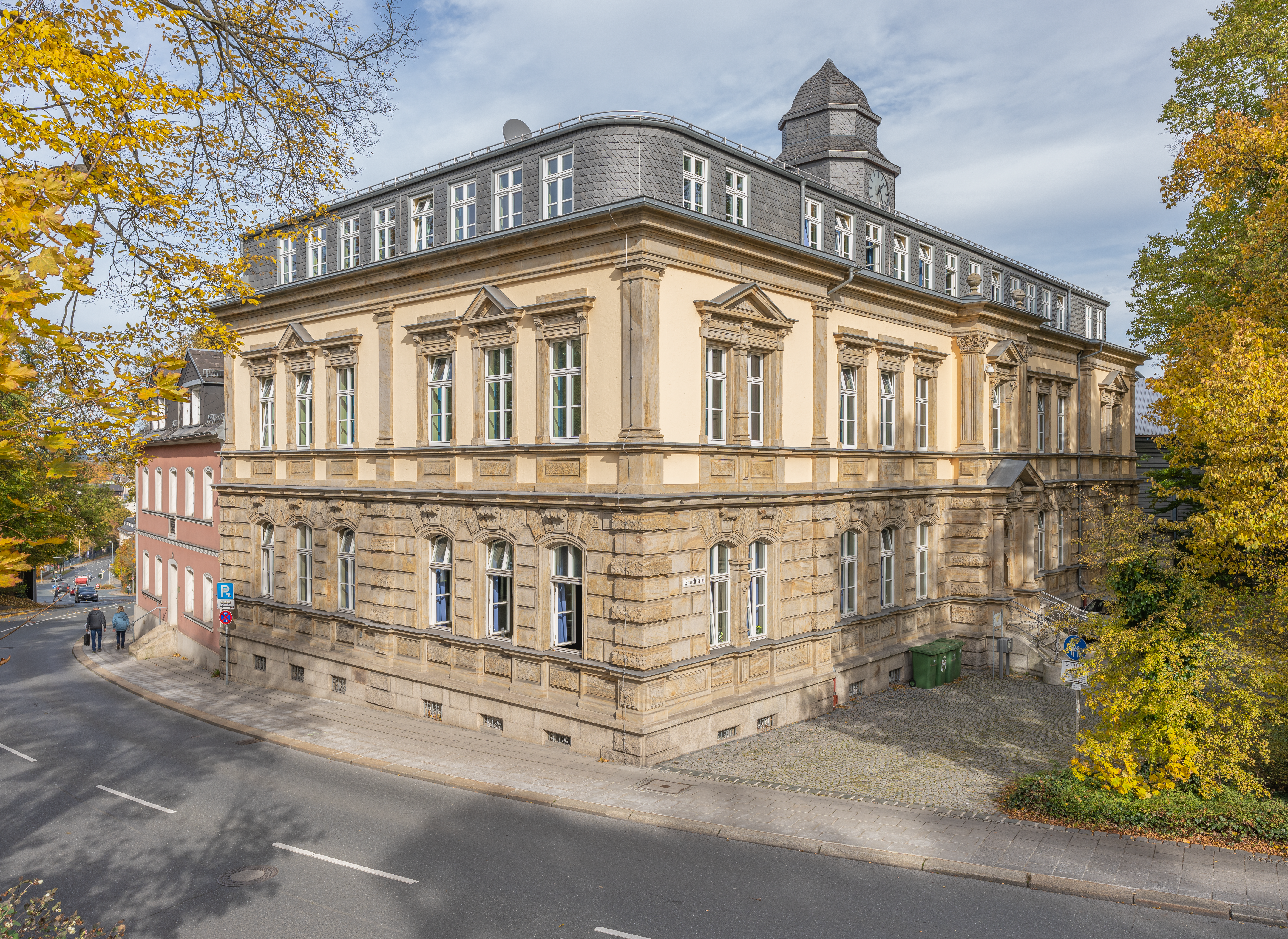
Schulhaus am Longoliusplatz

Der Lehrer und Geschichtsforscher Paul Daniel Longolius war Rektor des Hofer Gymnasiums. Nach ihm wurde der heutige Longoliusplatz, an dem sich die Berufsoberschule befindet, benannt.
Am Longoliusplatz befand sich bis 1975 das Johann-Christian-Reinhart-Gymnasium, vorher Oberrealschule für Mädchen. Landläufig wird das Bauwerk deshalb heute noch Besenstall genannt. In diesem Gebäude sind heute die meisten Klassen der FOSBOS Hof untergebracht. Das vorher stark baufällige Gebäude wurde bis zum Frühjahr 2010 generalsaniert.

## Ausbildungsrichtungen
- Wirtschaft und Verwaltung mit Profilfach BWR
- Technik mit Profilfach Physik
- Sozialwesen (nur Fachoberschule) mit Profilfach Pädagogik/Psychologie.
- Agrarwirtschaft, Bio- und Umwelttechnologie (nur Fachoberschule) mit Profilfach Biologie

## Ausbildungsweg
An der Fachoberschule besucht man nach Erreichen der Mittleren Reife zuerst die 11. Klasse. Dort absolviert man neben dem normalen Unterricht ein Fachpraktikum mit ca. 20 Schulwochen in Blockform zu je ca. drei Wochen. Das Praktikum erfolgt – je nach Ausbildungsrichtung – in Lehrwerkstätten, Industriebetrieben, Dienstleistungsunternehmen, Verwaltungsbehörden, Geldinstituten bzw. Einrichtungen der Sozialpädagogik und Sozialpflege im Einzugsbereich der Schule. Mit Bestehen der 11. Klasse wechselt man dann in die 12. Jahrgangsstufe, um dort die Fachhochschulreife zu erwerben. Mit dem Erreichen der Fachhochschulreife ist ein Studium an einer Fachhochschule möglich. Fortführend kann man die 13. Klasse besuchen. Ziel hier ist das Erlangen der allgemeinen bzw. fachgebundenen Hochschulreife. Eine vorangegangene, abgeschlossene Berufsausbildung ist eine der Zugangsberechtigungen für die Berufsoberschule, mit der man ebenfalls mit der 12. Klasse die Fachhochschulreife und anschließend mit der 13. Klasse die allgemeine bzw. fachgebundene Hochschulreife erlangen kann.